# Lista de shopping centers do Maranhão
O estado do Maranhão possui 17 shopping centers em funcionamento e construção.
| Classificação | Shopping                         | Cidade              | ABL       | Ano  |
| ------------- | -------------------------------- | ------------------- | --------- | ---- |
| 1             | Shopping da Ilha                 | São Luís            | 59.288 m² | 2011 |
| 2             | São Luís Shopping                | São Luís            | 55.312 m² | 1999 |
| 3             | Rio Anil Shopping                | São Luís            | 39.505 m² | 2010 |
| 4             | Golden Shopping Calhau           | São Luís            | 29.667 m² | 2019 |
| 5             | Imperial Shopping                | Imperatriz          | 28.000 m² | 2012 |
| 6             | Pátio Norte Shopping             | São José de Ribamar | 25.814 m² | 2015 |
| 7             | Caxias Shopping Center           | Caxias              | 16.334 m² | 2016 |
| 8             | Center Valley Shopping           | Pedreiras           |           | 2021 |
| 9             | Cocais Shopping                  | Timon               | 14.526 m² | 2017 |
| 10            | Shopping Cidade Timon            | Timon               |           | 2019 |
| 11            | Shopping do Automóvel Holandeses | São Luís            | 9.000 m²  | 2006 |
| 12            | Tocantins Shopping               | Imperatriz          | 5.393 m²  | 2010 |
| 13            | Pericumã Shopping                | Pinheiro            | 8500 m²   | 2025 |
| 14            | Shopping Passeio                 | São Luís            | 5.380 m²  | 2015 |
| 15            | Tropical Shopping                | São Luís            |           | 1985 |
| 16            | Shopping Rua Grande              | São Luís            |           | 2023 |
| 17            | Arari Shopping                   | Arari               |           | 2019 |

## Shopping centersmaranhenses por cidade
São Luís
- São Luís Shopping Center
- Shopping da Ilha
- Rio Anil Shopping
- Shopping Passeio
- Golden Shopping Calhau
- Shopping do Automóvel Holandeses
- Tropical Shopping
- Shopping Rua Grande

Imperatriz
- Imperial Shopping
- Tocantins Shopping

São José de Ribamar
- Patio Norte Shopping

Caxias
- Caxias Shopping center

Timon
- Cocais Shopping
- Shopping Cidade Timon

Pedreiras
- Center Valley Shopping

Arari
- Arari Shopping

Pinheiro
- Pericumã Shopping